# Oreodera lanei
Oreodera lanei là một loài bọ cánh cứng trong họ Cerambycidae.